# Esther Boix
Pour les articles homonymes, voir Boix.
Esther Boix i Pons, née à Llers (Province de Gérone) le 26 mars 1927 et morte le 26 mai 2014 à Anglès (Province de Gérone) est une peintre, graveuse et pédagogue espagnole.

## Biographie
Née le 26 de mars de 1927 dans le village de Llers, au nord de la Catalogne, Esther Boix connaît de nombreux problèmes de santé dans sa jeunesse dont, à l'âge de 2 ans, une poliomyélite.
Elle recouvre la santé entre 18 et 20 ans mais reste profondément marquée par l'épreuve. 
C'est à cette période qu'elle entre aux Beaux-Arts de Barcelone, à l'école de la Llotja.
Elle y rencontre Mercè Vallverdú, Josep Maria Subirachs et surtout Ricard Creus, qu’elle épousera plus tard.
En 1950, elle fonde avec eux le Groupe Postectura qui regroupe des artistes inscrits dans une esthétique figurative et constructiviste.
En 1953, elle décroche une bourse de l'Institut français de Barcelone et part à Paris où elle perfectionne son art, loin de la dictature franquiste. Depuis Paris, elle parcourt l'Europe et s'envole pour un voyage d'études vers Londres, Bruges, La Haye, Milan, Venise, Rome,  et Naples, avant de rejoindre le sud de la France où elle s'inspire des cultures locales.
En 1965, elle fonde le groupe Estampa catalana, qui propose des estampes populaires et iconoclastes.
En 1967, elle poursuit un important travail pédagogique avec son époux, en créant, à Barcelone, l'École de techniques d'expression l'Arc, où la pédagogie cherche à encourager la créativité des enfants et des jeunes élèves. C'est une approche particulière dans le contexte de l'Espagne franquiste de l'époque et de la censure de la dictature.
Son œuvre est aujourd'hui présente dans de nombreux musées comme le Musée d'Histoire de Gérone, le Musée municipal de Tossa de Mar, le Musée de l'Empordà de Figueras ou encore la Bibliothèque-musée Víctor-Balaguer de Vilanova i la Geltrú et le Musée national centre d'art Reina Sofía de Madrid.